# Aston Martin Rapide
Aston Martin Rapide — спортивний седан люкс-класу, що виробляється компанією Aston Martin з 2009 року. У 2013 році була представлена оновлена версія - Rapide S. Вона отримала агресивну, масивну зовнішність та більш потужний 6.0-літровий V12. Анонсований Aston Martin Rapide S 2016 пропонує 552 кінських сили потужності. Створювався транспортний засіб для швидкісної, азартної їзди. На відміну від традиційних купе компанії, цей чотиримісний розкішний суперкар легко конкурує з Bentley Continental Flying Spur, Porsche Panamera (970), Porsche Panamera (971), Maserati Quattroporte (M139), Mercedes-Benz W221, Mercedes-Benz W222, BMW F01/F02, BMW G11/G12, і Jaguar XJ (X351). 

## Випробування

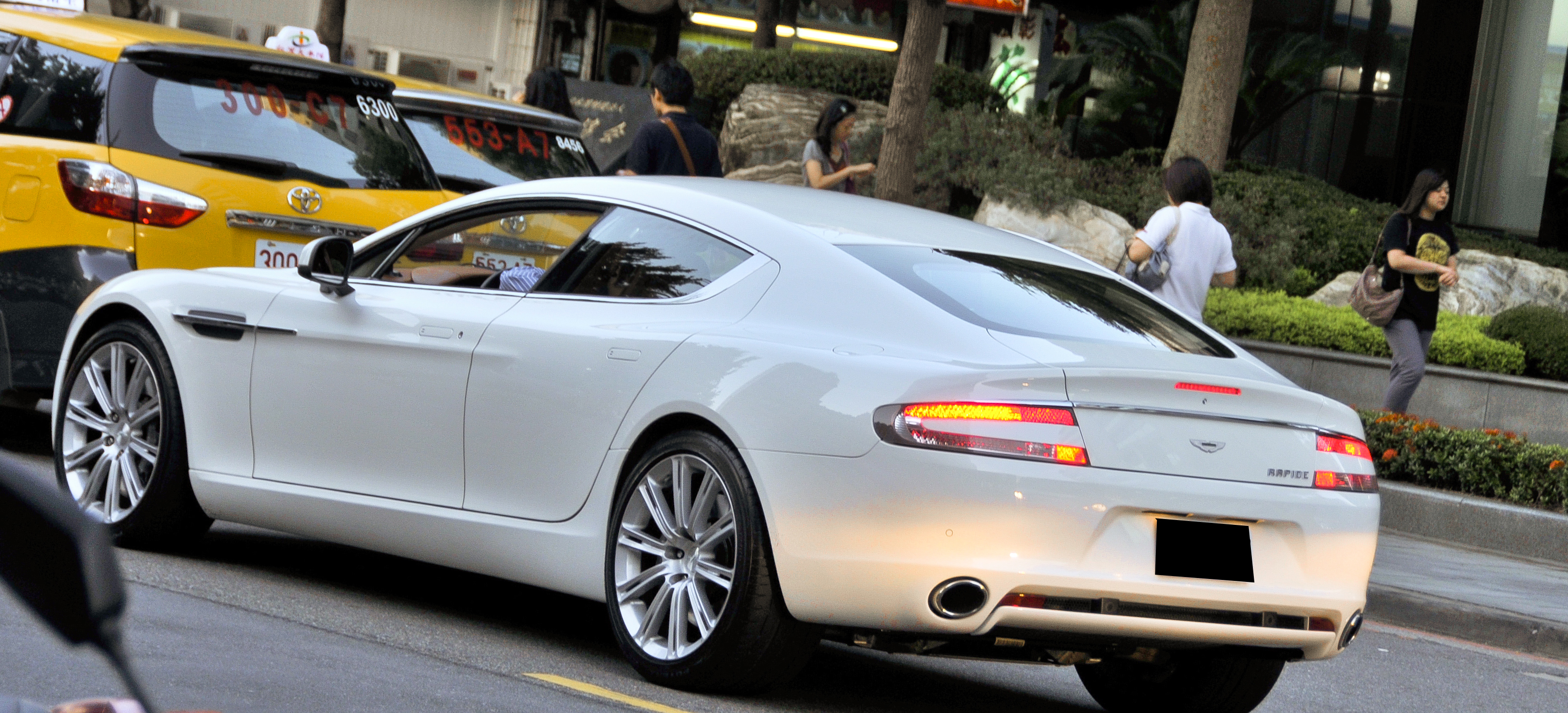
Aston Martin Rapide

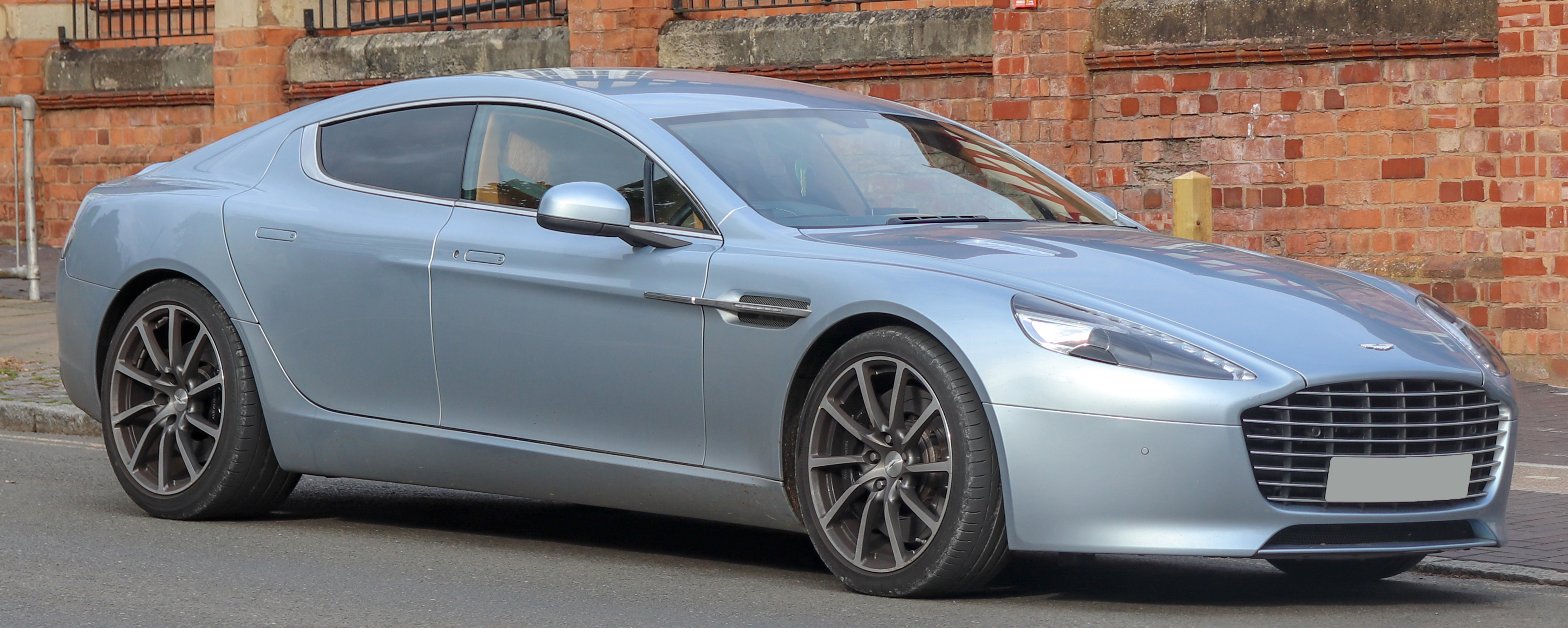
Aston Martin Rapide S (2013–2018)

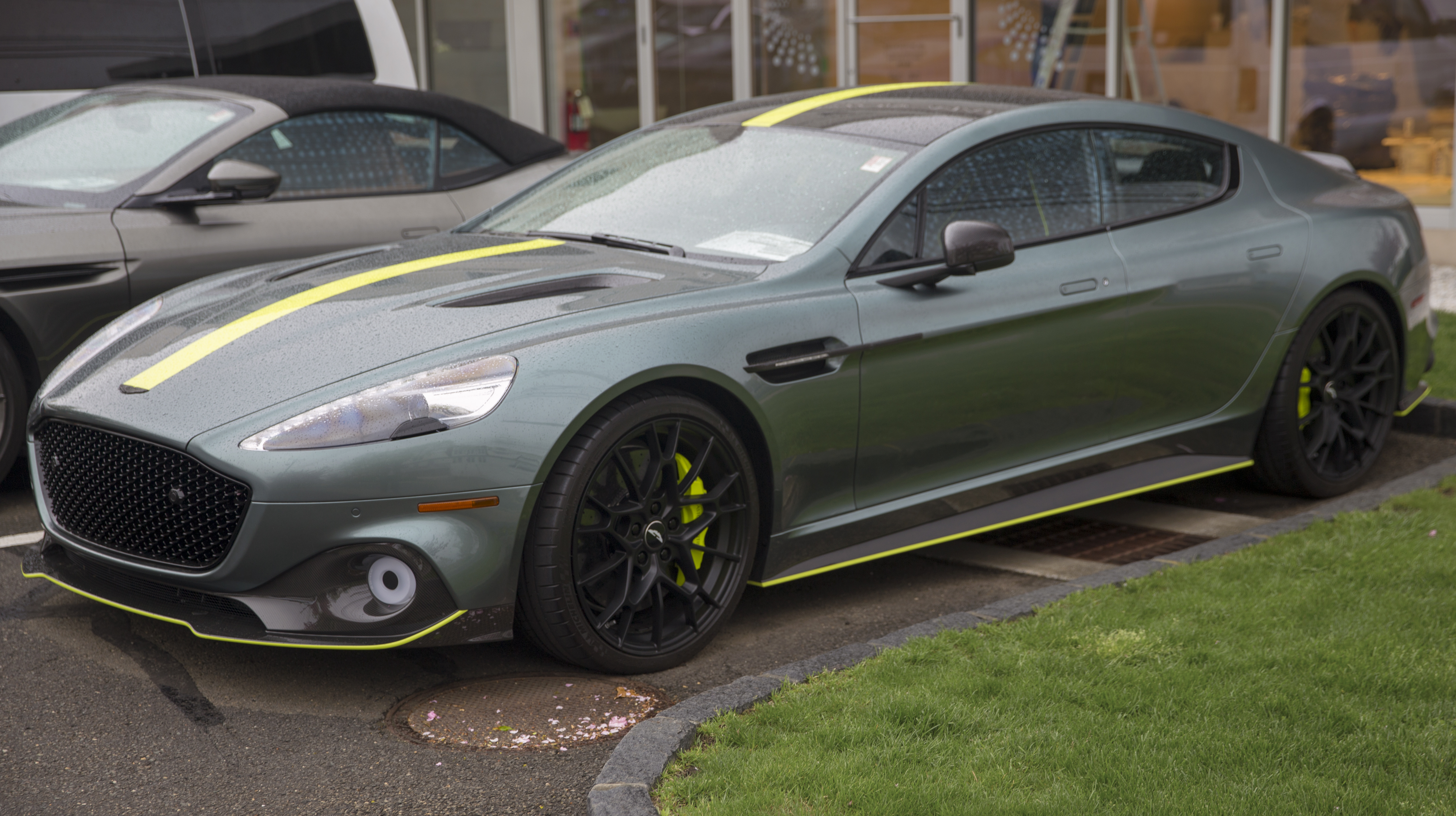
Aston Martin Rapide AMR (2018–2020)

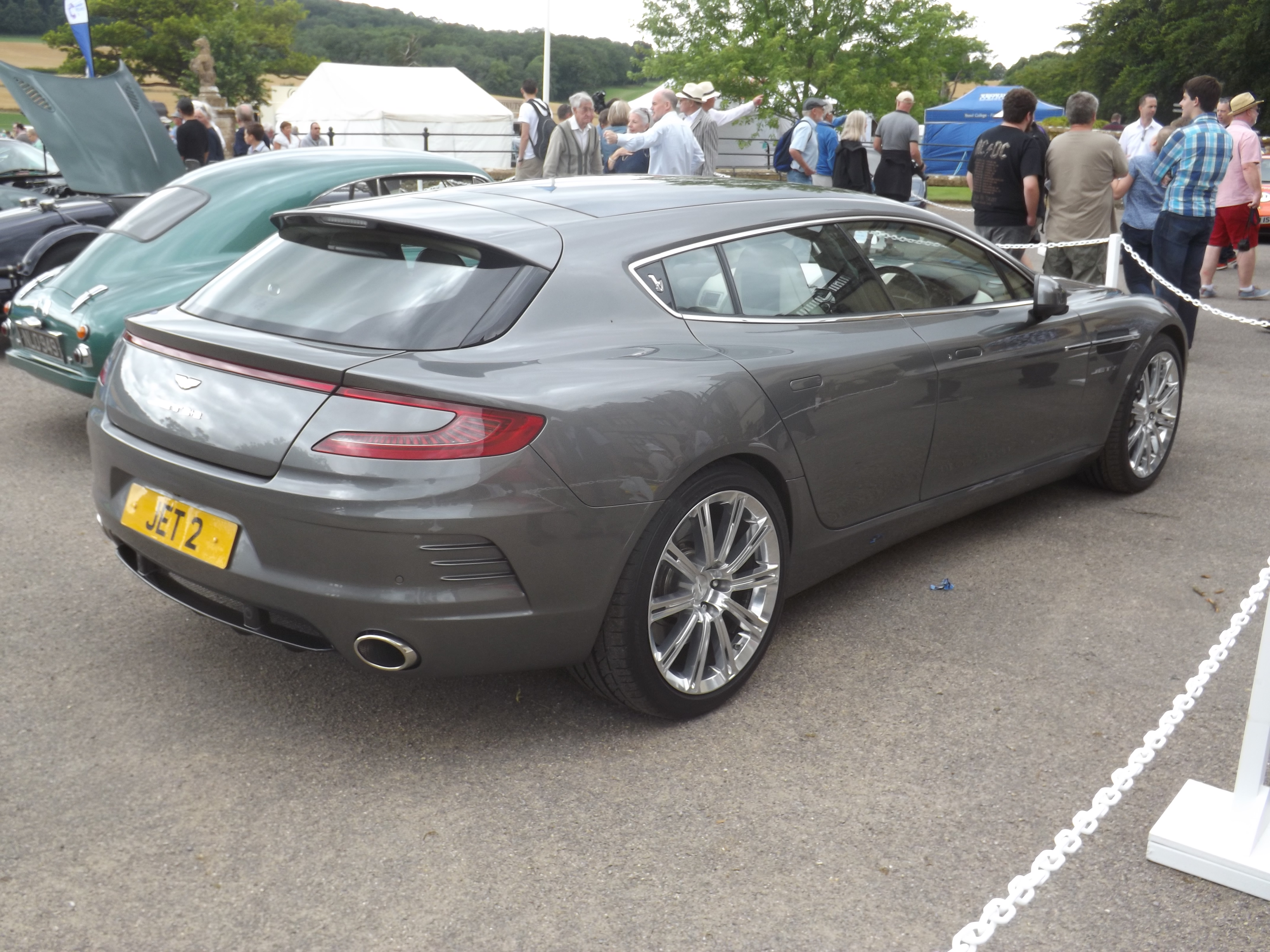
Aston Martin Bertone Jet 2+2 Shooting Brake 2013

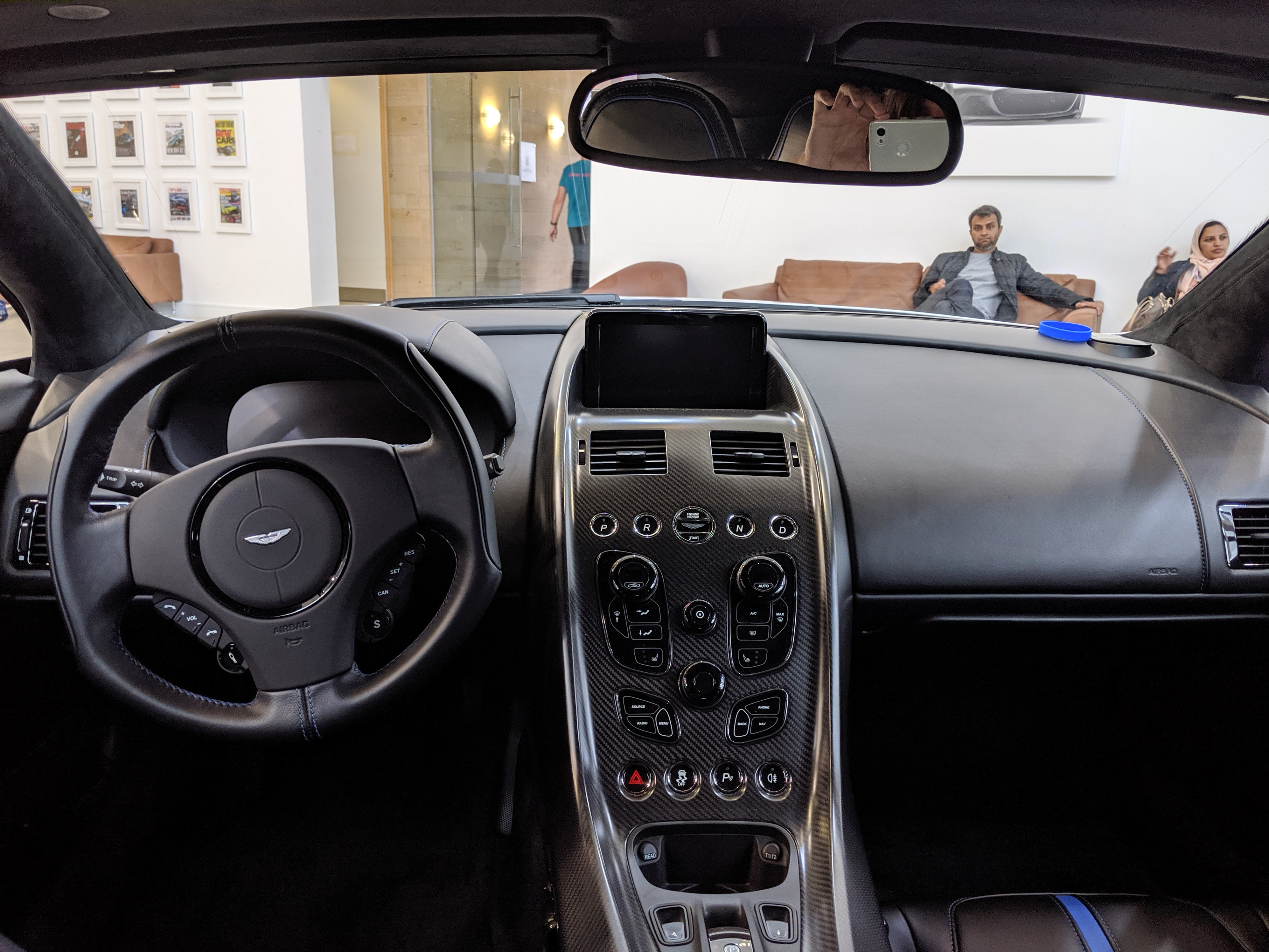

Астон Мартін Rapide піддавався суворому тестування для перевірки відповідності необхідним стандартам якості. Було створено близько 50 прототипів, які проходили найскладніші випробування. Наприклад, тести при високих температурах проводилися у Долині Смерті та Кувейті - де температура була вищою 50 C. А дослідження при низьких температурах проходили у Швеції в спеціальній камері з температурою -40 градусів. Тести на швидкість проводилися на полігоні Нардо, динаміка відточувалася на Нюрбургринзі, де прототипи пройшли 8,000 км по Нордшляйфе.

## Двигун і агрегати
Розташований спереду 6.0-л двигун AM11 V12, виробляє 477 к.с. (350 кВт), пікова потужність досягається при 6000 об / хв і 600 Нм, а максимальний обертаючий момент при 5000 об / хв. Час розгону 0-100 км / год - 5.3 с (0-60 миль / год - 5.1 с). Двигун спроектований і розроблений інженерами Астон Мартін в Гайдоні Англія, і збирається вручну у філії заводу в Кельні. Тобто використання полегшених матеріалів призвело до того, що вага Rapide стала лише на 190 кг більше свого "брата-донора" DBS, так що вага автомобіля в спорядженому стані становить 1950 кг. Це було досягнуто завдяки використанню Астон Мартін VH системи (вертикально-горизонтальне побудова) - технології космічної промисловості, де використовується склеювання, а не зварювання алюмінію. 
Попри те, що Rapide на 290 мм довше, ніж DB9, основним завданням було збільшити структурну міцність, з огляду на збільшену довжину колісної бази. Висока жорсткість при крученні є основою відмінною динаміки завдяки поліпшенню контакту коліс і дороги. Також зменшується вібрація і коливання автомобіля. 
Не рахуючи капот і передні двері, інші частини корпусу Rapide абсолютно нові. Передні крила зроблені з композитного матеріалу, четверо дверей і дах із спресованого алюмінію, а задні панелі зі сталі. Стандартна 6-ступінчаста автоматична коробка передач Touchtronic 2 була налаштована так, щоб додаткова вага мінімально впливала на витрату палива, вихлопи та технічні характеристики. Отримана з тієї ж системи передач як у DB9, технологія передач була значно змінена, щоб характеристики швидкості і управління Rapide співвідносилися з коефіцієнтом головної передачі, рівному 3.46:1. 
Новий паливний бак у формі спортивного сидіння вміщає 90.5 л, що дозволить Rapide покривати відстань більше 300 миль, не знижуючи спортивної динаміки машини. Така форма паливного бака забезпечує рівне дно в багажному відділенні.    
| Модель                | Aston Martin Rapide               | Aston Martin Rapide S             |
| --------------------- | --------------------------------- | --------------------------------- |
| Назва                 | 5.9 L AM11 V12                    | 5.9 L AM29 V12                    |
| Циліндри / Клапани    | V12 / 48                          | V12 / 48                          |
| Об'єм                 | 5935 см3                          | 5935 см3                          |
| Компресія             | 10.9:1                            |                                   |
| Потужність            | 350 кВт (477 к.с.) при 6000 об/хв | 410 кВт (558 к.с.) при 6750 об/хв |
| Крутний момент        | 600 Нм при 5000 об/хв             | 620 Нм при 5500 об/хв             |
| Розгін (0-100 км/год) | 5,3 с                             | 4,9 с                             |
| Макс. швидкість       | 296 км/год                        | 306 км/год                        |
| Трансмісія            | 6-ст. АКПП                        | 6-ст. АКПП                        |

## Дизайн
Шеф-дизайнером проекту був Марек Рейхман. Авторитетний автомобільний журнал Top Gear пише: 
|  | ... низько посаджений Rapide здається збитим і м'язистим. А швидкість і міць відчуваються навіть у статиці. |

## Комфорт автомобіля
Висловлювалися різні точки зору щодо комфортабельності цієї машини, проте журналісти з журналу Top Gear, здійснивши 2400 кілометрову подорож до Валенсії прийшли до думки, що 
|  | Rapide - блискучий апарат! Він єдиний хто виконав обіцянку стати чотирьохдверним чотиримісним спорткаром |

Aston Martin Rapid S пропонує чималий перелік стандартного оснащення. Під капотом усіх Rapide ховаються потужний V12 та восьмиступінчаста ZF. Для підсилення зовнішньої привабливості автомобіль стандартно отримав 20-дюймові колеса. Крім того, Rapide S 2016 постачається з триступеневою системою амортизації з самоналаштуванням, LED освітленням, сидіннями з підігрівом та сенсорами паркування. Власник автомобіля зможе насолодитись відмінним звучанням аудіосистеми Bang & Olufsen з 1000 ват потужності. До бази автомобіля увійшли: система супутникової навігації, інформаційно-розважальна система AMi II, камера заднього виду, засоби під’єднання iPod/iPhone. 